# Ministre de l'Économie (Finlande)
Le ministre des Affaires économiques (finnois : elinkeinoministeri) est un membre du Conseil d’État de Finlande.
Le ministre de l'Emploi de Finlande (fi) et le ministre  de l'Économie se partagent les responsabilités du ministère de l'Emploi et du Travail de Finlande (fi).
Le ministre de l'Économie dirige la politique économique, la politique de l'innovation, la politique régionale, la politique énergétique et la politique du réchauffement climatique.

## Liste des ministres de l'Économie
| Image | Nom              | Parti | Période                                  | Gouvernement          |
| ----- | ---------------- | ----- | ---------------------------------------- | --------------------- |
|       | Mauri Pekkarinen | Kesk. | 1.1.2008–22.6.2010 22.6.2010–22.6.2011   | Vanhanen II Kiviniemi |
|       | Jyri Häkämies    | Kok.  | 22.6.2011–16.11.2012                     | Katainen              |
|       | Jan Vapaavuori   | Kok.  | 16.11.2012–24.6.2014 24.6.2014–29.5.2015 | Katainen Stubb        |
|       | Olli Rehn        | Kesk. | 29.5.2015–29.12.2016                     | Sipilä                |
|       | Mika Lintilä     | Kesk. | 29.12.2016–6.6.2019                      | Sipilä                |
|       | Katri Kulmuni    | Kesk. | 6.6.2019–10.12.2019                      | Rinne                 |
|       | Mika Lintilä     | Kesk. | 10.12.2019–20.6.2023                     | Marin                 |
|       | Vilhelm Junnila  | PS    | 20.6.2023-6.7.2023                       | Orpo                  |
|       | Wille Rydman     | PS    | 6.7.2023-en cours                        | Orpo                  |